# Stenocercus pectinatus
Stenocercus pectinatus là một loài thằn lằn trong họ Tropiduridae. Loài này được Duméril & Bibron mô tả khoa học đầu tiên năm 1835.